# Arif Erkin Güzelbeyoğlu

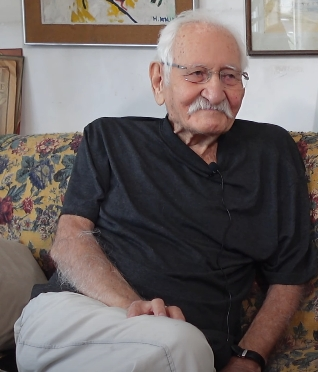
Arif Erkin Güzelbeyoğlu

Arif Erkin Güzelbeyoğlu (* 11. September 1935 in Gaziantep, Türkei) ist ein türkischer Musiker und Schauspieler. Er wurde in Ankara als Staatskünstler (Devlet Sanatçısı) ausgezeichnet.

## Leben
Arif Erkin studierte zunächst an der Technischen Universität zu Istanbul Architektur. In der Staatsoper der Türkei ist er Ausbilder für Musik und Ballett. Als Chorist arbeitete er unter anderem in London. Er gehört zu den Gründern des Genç Oyuncular Tiyatrosu (Theater der jungen Schauspieler) und des Dostlar Tiyatrosu (Theater der Freunde). Außerdem schreibt er Theatermusik.
Er begann seine Schauspielkarriere mit dem Film Keşanlı Ali Destanı und wurde mit der TV-Serie İkinci Bahar (Zweite Liebe) mit Türkân Şoray und Şener Şen bekannt. Von 2005 bis 2007 spielte er den Memik in der TV-Serie Yabancı Damat (Fremder Bräutigam). 2007 spielte er in Beyaz Melek (Weißer Engel) die Rolle des Mala Ahmet. Danach war er noch in der Serie Canım Ailem (Meine Familie) zu sehen.

## Filmographie
- 2011: Muhteşem Yüzyıl
- 2013: Doksanlar
- 2014: Güzel Köylü